# BW Group

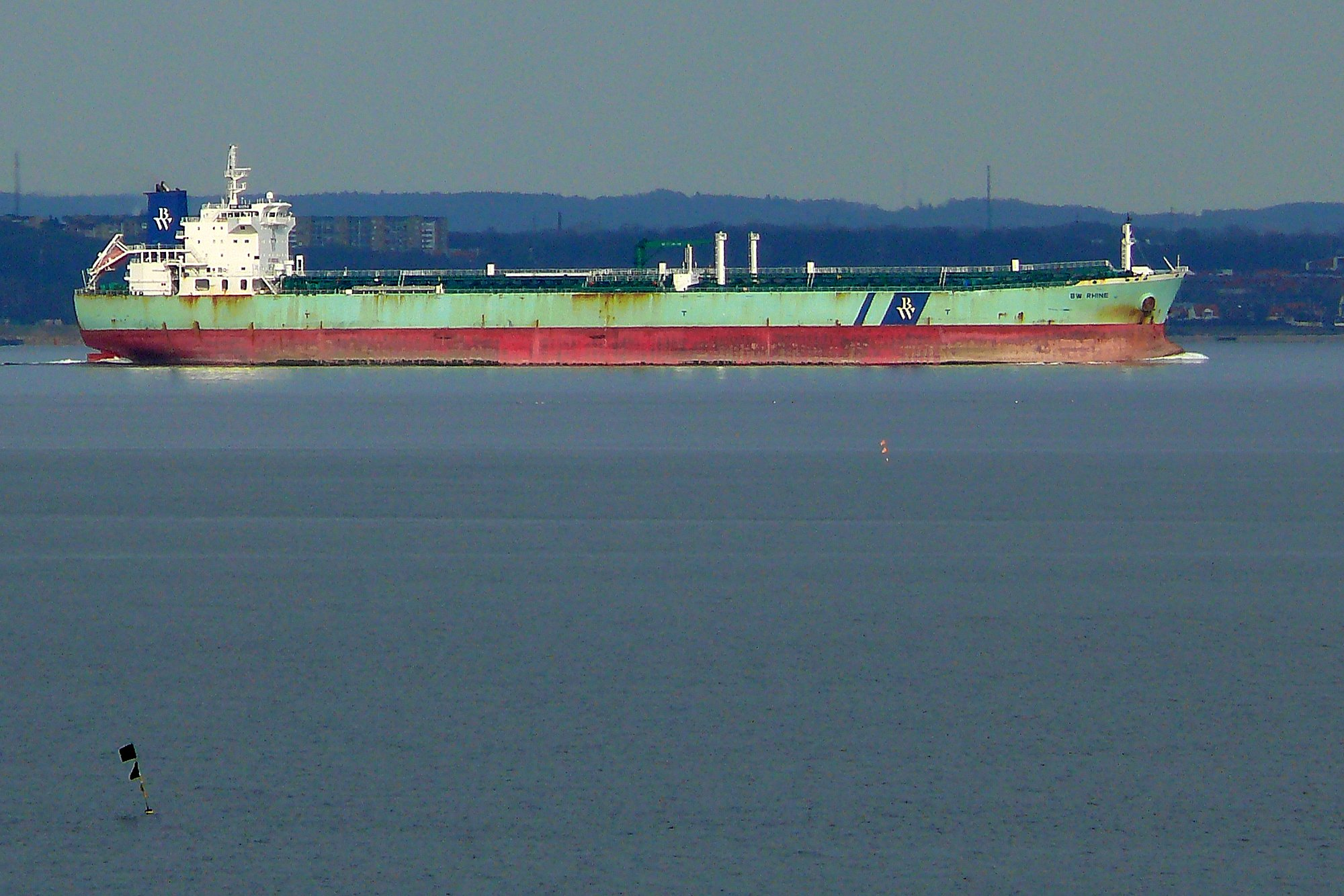
Der Tanker BW Rhine, heute von der Tochtergesellschaft Hafnia betrieben, in der BW-eigenen Farbgebung (Foto von 2012)

Die Holdinggesellschaft BW Group mit Sitz auf Bermuda vereint mehrere Reedereien unter ihrem Dach. Das operative Geschäft des börsennotierten Unternehmens wird aus Singapur und Oslo geführt.
Die gesamte Flotte aller BW-Reedereien umfasst 372 Einheiten. Neben der Mehrzahl verschiedenster Tanker werden auch eine Reihe von Massengutschiffen und Offshorefahrzeugen betrieben.
Das Unternehmen entstand 2003 durch die Übernahme der norwegischen Reederei Bergesen durch die in Hongkong ansässige Reederei World-Wide Shipping. Bergesen d.y. ASA wurde 1935 durch Sigval Bergesen gegründet und war bis zur Übernahme Norwegens größte Reederei mit der weltweit größten Flotte von Gastankern. World-Wide Shipping wurde 1955 durch Yue-Kong Pao gegründet und verfügte 1979 mit mehr als 200 Schiffen und einer Tragfähigkeit von mehr als 20 Millionen Tonnen über die größte Reedereiflotte weltweit. Nach der Übernahme wurden beide Reedereien im Oktober 2003 unter dem Dach der bermudischen Holdinggesellschaft Bergesen Worldwide zusammengefasst. Im Jahr 2005 fand eine Reorganisation statt, in der alle Betriebsteile Namen mit dem Kürzel „BW“ erhielten und im April 2007 wurde die BW Group Limited zur Dachholdinggesellschaft der Gruppe. Geführt wird das Unternehmen seit November 2014 von dem Österreicher Andreas Sohmen-Pao.